# ورمز (سلسلة)
ورمز (بالإنجليزية: Worms)‏ هي سلسلة من ألعاب الفيديو التكتيكية المدفعية التي طورتها الشركة البريطانية تيم17. في هذه الألعاب، تتقاتل فصائل صغيرة من الديدان المجسمة مع بعضها البعض عبر مشهد مشوه بهدف أن يصبح الفريق الوحيد الباقي على قيد الحياة. تشتهر الألعاب بالرسوم المتحركة الكارتونية والاستخدام المكثف للسريالية والفكاهة الهزلية.
وصفت صحافة ألعاب أميغا اللعبة، التي ابتكر مفهومها آندي ديفيدسون، بأنها مزيج بين كانون فودر وليمينغز. إنها جزء من نوع أوسع من ألعاب المدفعية القائمة على الأدوار التي تتضمن أسلحة مقذوفة؛ تشمل الألعاب المماثلة سكورتشد إيرث (1991) و غوريلاز (1991) وأرتيلليري ديول (1983).

## الألعاب

### ألعاب الحاسوب والأجهزة المنزلية
- ورمز (لعبة فيديو 1995)
  - ورمز: ذا دايركتورز كت (1997)
- ورمز 2 (1997)
- ورمز أرماغيدون (1999)
- ورمز ورلد بارتي (2001)
- ورمز 3دي (2003)
- ورمز فورتس: أندر سيج (2004)
- ورمز 4: مايهيم (2005)
  - ورمز ألتميت مايهيم (2011)
- ورمز (لعبة فيديو 2007)
  - ورمز 2: أرماغيدون (2009)
  - ورمز ريلودد (2010)
- ورمز: آ سبيس أوديتي (2008)
- ورمز ريفولوشن (2012)
- ورمز كلان وارز (2013)
  - ورمز باتلغراوندز (2014)
- ورمز دبليو.إم.دي (2016)
- ورمز رامبل (2020)[1]

### ألعاب الأجهزة المحمولة
- ورمز: أوبن ورافير (2006)
  - ورمز: أوبن وارفير 2 (2007)

- ورمز: باتل آيلاندز (2010)

- ورمز 3 (2013)
  - ورمز 4 (لعبة فيديو 2015)